# Magon (contre-torpilleur)
Pour les articles homonymes, voir Magon.
Le Magon était l’un des six contre-torpilleurs de la classe Bisson construits pour la marine française dans les années 1910.

## Conception
Le Magon était plus grand que les autres navires de la classe Bisson, mesurant 83 mètres de long, avec une largeur de 8,23 mètres et un tirant d'eau de 3,05 mètres. Son déplacement était de 844 tonnes. Il avait quatre cheminées. Les machines propulsant les navires différaient entre les diverses unités de la classe. Le Magon était équipé de quatre chaudières Indret qui alimentaient en vapeur deux ensembles de turbines à vapeur Rateau, avec une puissance évaluée à 15000 chevaux (11 000 kW), donnant une vitesse de conception de 30 nœuds (56 km/h). Le Magon a atteint une vitesse de 32,02 nœuds (59,30 km/h) lors de ses essais en mer, ce qui en faisait le plus rapide de sa classe, bien que les vitesses opérationnelles en mer soient inférieures,.
L’armement se composait de deux canons de 100 millimètres modèle 1893, de quatre canons de 65 millimètres modèle 1902 et de quatre tubes lance-torpilles de 450 millimètres dans deux affûts jumelés. Cet armement a été modifié pendant la Première Guerre mondiale par l’ajout d’un canon antiaérien de 47 mm ou 75 mm, de deux mitrailleuses et de jusqu’à dix grenades anti-sous-marines,. Le navire avait un équipage de 5 à 7 officiers et 75 à 77 hommes d’autres grades.

## Carrière
Le Magon a été mis en chantier en 1911 aux Ateliers et chantiers de Bretagne à Nantes. Il était l’un des six destroyers de classe Bisson commandés pour la Marine française dans le cadre des programmes de construction de 1910 et 1911, faisant suite aux destroyers de 800 tonnes de la classe Bouclier. Il a été lancé le 19 avril 1913 et a été achevé en 1914,.
Lorsque la Première Guerre mondiale éclate en août 1914, le Magon est affecté à la 6e escadrille de torpilleurs de la 1re Armée navale. Au cours des phases préliminaires de la bataille d'Antivari le 16 août, les 1re, 4e et 5e flottilles de contre-torpilleurs sont chargées d’escorter le gros de la 1re armée navale tandis que les 2e, 3e et 6e flottilles escortent les croiseurs cuirassés de la 2e escadre légère et deux croiseurs britanniques. Après avoir réuni les deux groupes et repéré le croiseur protégé austro-hongrois SMS Zenta et le destroyer SMS Ulan, les contre-torpilleurs français ne jouèrent aucun rôle dans le naufrage du croiseur, bien que la 4e flottille ait été envoyée à la poursuite infructueuse du Ulan.
Le torpillage du cuirassé français Jean Bart le 21 décembre provoque un changement dans la tactique française, car les cuirassés sont trop importants pour risquer de les exposer à une attaque sous-marine. Désormais, seuls les contre-torpilleurs escorteront les transports, couverts par des croiseurs à une distance de 20 à 50 miles (32 à 80 km) des transports. Le premier convoi de 1915 à destination d’Antivari arriva le 11 janvier et d’autres furent effectués jusqu’au dernier les 20 et 21 avril. Après que l’Italie ait signé le pacte de Londres et déclaré la guerre à l’Empire austro-hongrois le 23 mai, le Magon était toujours affecté à la 6e flottille lorsque cette unité a été transférée à la 1re division de torpilleurs et de sous-marins de la 2e escadre basée à Brindisi, en Italie. Le Magon a été déployé dans des patrouilles visant à empêcher les navires de surface et les sous-marins austro-hongrois de traverser le détroit d'Otrante. Le 8 juin, le Magon fait partie de l’escorte (composée de quatre destroyers italiens et de trois contre-torpilleurs français) du croiseur léger britannique Dublin lors d’une patrouille au large des côtes albanaises destinée à détruire les forces navales légères austro-hongroises. Malgré la forte escorte, le sous-marin austro-hongrois U-4 réussit à torpiller le Dublin, tuant 13 membres de l’équipage du croiseur britannique, mais l’escorte réussit à repousser plusieurs autres attaques sous-marines, et le Dublin réussit à atteindre Brindisi sans autre dommage.
Le 12 juillet, la 6e flottille de destroyers, dont le Magon fait partie, fait partie de la force qui attaque l’île de Lastovo au large de la côte autrichienne de l’Adriatique (qui fait maintenant partie de la Croatie), détruisant les réserves de pétrole et la station télégraphique. Cette attaque a été simultanée avec l’occupation italienne de Palagruža,. Le Magon resta basé à Brindisi en septembre 1915, mais le 6 décembre, il fut enregistré comme étant à Nantes.
À partir de décembre 1916, le Magon servit dans la flottille de Dunkerque, opérant dans la Manche et le détroit du Pas de Calais,. Dans la nuit du 24 au 25 avril 1917, le Magon et le destroyer Bouclier patrouillaient au large de Gravelines, avec le contre-torpilleur Étendard déployé à l’est de Dunkerque et trois petits torpilleurs au nord, lorsque quatre petits torpilleurs allemands de classe A attaquèrent Dunkerque, bombardant le port. Les forces allemandes ont rencontré l'Étendard sur le chemin du retour et ont coulé le contre-torpilleur français avec des torpilles, puis ont gravement endommagé le chalutier français Notre Dame de Lourdes lors d’un échange de coups de canon,,. Dans la nuit du 19 au 20 mai 1917, le Magon, avec les contre-torpilleurs Bouclier, Capitaine Mehl et Enseigne Roux, se heurtèrent à cinq torpilleurs de classe A. Les navires français surpassèrent lourdement les torpilleurs allemands. Cet affrontement entraîna la suspension des opérations offensives des torpilleurs allemands de classe A en provenance des Flandres,,. Le 27 octobre, le Magon, avec les contre-torpilleurs français Capitaine Mehl et Francis Garnier et les destroyers britanniques Botha et Mentor, se heurta aux grands torpilleurs allemands SMS S54, SMS S55 et SMS G91. Le Magon a reçu de légers dégâts.
Dans la nuit du 20 au 21 mars 1918, le Magon, le Bouclier, le Capitaine Mehl et les destroyers britanniques Botha et Morris étaient en attente à Dunkerque, lorsque 19 torpilleurs allemands ont effectué une opération de bombardement de la voie ferrée côtière reliant Dunkerque à Nieuport, en soutien à l’offensive allemande du printemps 1918. Les destroyers basés à Dunkerque sortirent pour répliquer et interceptèrent un groupe de 7 petits torpilleurs. Le Botha éperonna et coula l’un des torpilleurs allemands, le SMS A19, et endommagea un second, le SMS A7, mais il fut ensuite torpillé par le capitaine Mehl, dont le commandant avait confondu le Botha avec un navire allemand dans la confusion de l’action de nuit. Les destroyers français coulent l’A7 avec des tirs d’artillerie et escortent ensuite le Botha alors que le destroyer britannique endommagé est remorqué jusqu’en sécurité par le Morris,,. Le 14 octobre 1918, le Magon, avec l'Enseigne Roux et le Mécanicien Principal Lestin, accompagna les monitors britanniques alors qu’ils bombardaient les positions allemandes sur la côte des Flandres,.
En novembre 1918, le Magon et l'Enseigne Henry accompagnent le croiseur Amiral Aube à Rosyth pour assister à la reddition de la flotte allemande de haute mer après l’Armistice du 11 novembre 1918 qui met fin à la Première Guerre mondiale.
Le Magon a été radié le 16 février 1926.